# 松树沟乡
松树沟乡，是中华人民共和国黑龙江省黑河市逊克县下辖的一个乡镇级行政单位。

## 行政区划
松树沟乡下辖以下地区：
新立村、东发村、北镇村、复兴村、松树沟村、兴盛村、二龙村、兴亚村、安民村和福民村。